# Közvélemény (hetilap, 1902–1913)
A Közvélemény regionális, társadalmi és gazdasági hetilap volt a Magyar Királyságban. A Vágszeredi Híradó alcímmel megjelenő lapot Salgó-Weisz Károly alapította Szereden. Első lapszáma 1902-ben jelent meg. Kiadója és egyben főszerkesztője is Salgó-Weisz Károly volt. Cikkei kezdetben magyarul és németül íródtak, később a német háttérbe került. A lap 1913-ban szűnt meg.